# Меклета (Краснодарский край)
Меклета́ — хутор в Белоглинском районе Краснодарского края России. Входит в состав Новопавловского сельского поселения.

## География
Хутор расположен в 8 км к югу от административного центра поселения — села Новопавловки.

### Улицы
- ул. 60 лет СССР,
- ул. Набережная,
- ул. Октябрьская,
- ул. Молодёжная.

## История
Дата основания не установлена. Согласно Всесоюзной переписи населения 1926 года выселок Меклета входил в состав Белоглинского сельсовета Белоглинского района Сальского округа Северо-Кавказского края, население хутора составило 12 человек, все великороссы:215.
Решением Краснодарского краевого Совета народных депутатов от 27 августа 1962 года № 773 к хутору Меклета был присоединён снятый с учёта хутор Белокриничный Новопавловского сельсовета Белоглинского района.

## Население
| 2002 | 2010 |
| ---- | ---- |
| 999  | ↘885 |